# Georg Zoëga

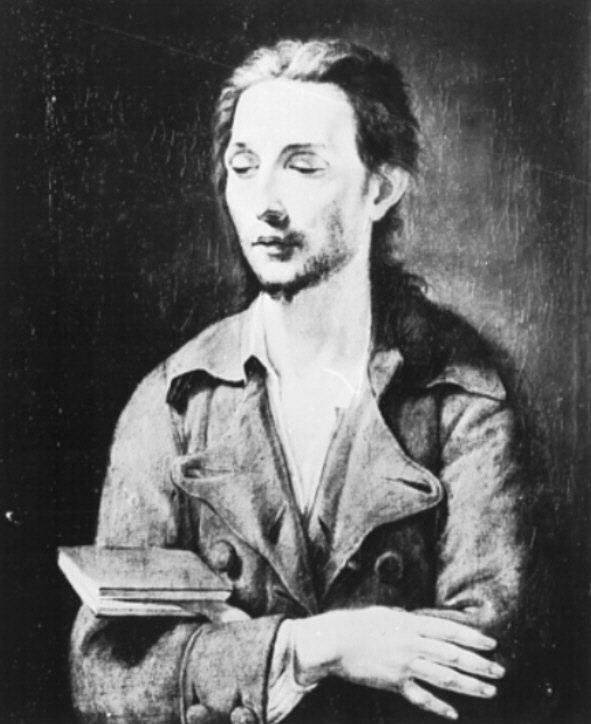
Georg Zoëga, Ölgemälde eines unbekannten Malers um 1786

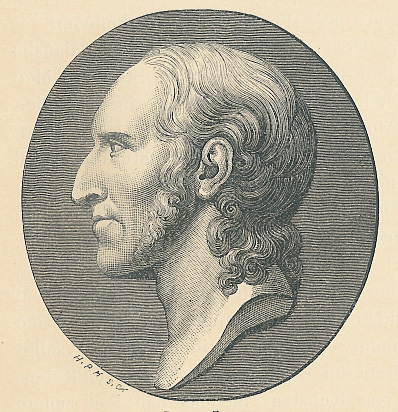
Zoëga, Stich von Anton Ferdinand Krüger (1793–1857) nach einer Zeichnung Thorvaldsens, 1819

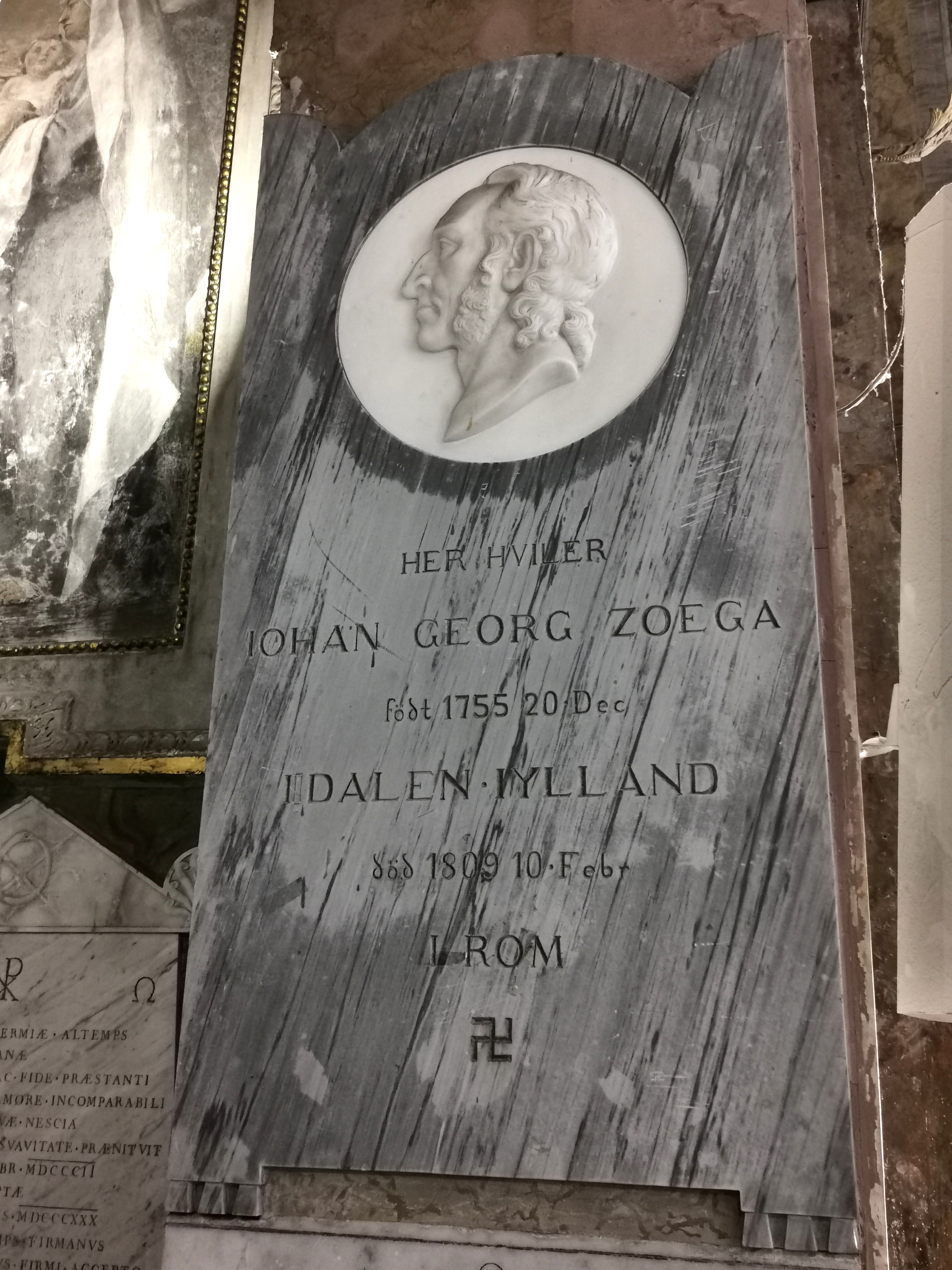
Grabstätte in der Kirche Sant’Andrea delle Fratte, Rom

Johann Georg Zoëga (* 20. Dezember 1755 in Dahler; † 10. Februar 1809 in Rom) war ein dänischer Antiquar, Archäologe und Generalkonsul im Vatikan.

## Leben
Georg Zoëga wurde als Sohn des Predigers Wilhad Christian Zoëga (1721–1790) geboren. Er stammte aus einer weit verzweigten Pastorenfamilie, deren Urahn um 1570 aus Verona nach Schleswig-Holstein gekommen war. Über fast 100 Jahre waren seine Vorfahren Prediger in Vilstrup. Noch im Jahr seiner Geburt übernahm sein Vater die seinem Geburtsort benachbarte Propstei von Mögeltondern, wo Georg zu Hause Privatunterricht erhielt. Anschließend besuchte er ein Jahr lang das Gymnasium in Altona, ehe er im Frühjahr 1773 für drei Jahre zum Studium nach Göttingen ging. Dort kam er in Kontakt mit dem Hainbund, trat ihm aber selbst nicht bei. Im Sommer 1776 unternahm er eine Reise, die ihn durch Süddeutschland, die Schweiz und Norditalien bis nach Rom führte. Im Herbst kam er zurück und verbrachte den Winter in Leipzig, von wo aus er im Frühjahr 1777 nach Dänemark zurückkehrte. Er blieb einige Zeit als Hauslehrer in der Heimat und bei seinem Onkel, dem Justizrat Jürgen Zoëga, und seinem Cousin Georg Nikolaus Nissen, dem späteren zweiten Ehemann von Constanze Mozart, in Kopenhagen. In Kopenhagen schloss er Bekanntschaft mit Balthasar Münter und dessen Kindern Friedrich und Friederike. Ab 1779 reiste er als Begleiter des jungen Adligen Herrn von Heinen für zwei Jahre durch Deutschland und Italien. In Rom begegnete er auf dieser Reise dem Orientalisten und späteren Generalsuperintendenten von Schleswig Jacob Georg Christian Adler, der ihm verschiedene Kontakte vermittelte.
Schon 1782 zog es ihn wieder in den Süden, diesmal im königlichen Auftrag und finanziell unterstützt vom Minister Ove Høegh-Guldberg, da er seine Kenntnisse der Numismatik vertiefen sollte, um anschließend eine Position als Aufseher des königlichen Münzkabinetts zu übernehmen. Veränderte politische Verhältnisse – Kronprinz Friedrich hatte die Regierung an sich genommen und Guldberg entlassen; dessen Nachfolger Andreas Peter von Bernstorff hatte kein Interesse an Zoëgas Diensten – verhinderten dies jedoch, und so kehrte er von einem Forschungsaufenthalt in Paris 1784 nach Rom zurück. Dort hatte er viele Gönner, darunter auch Kardinal Stefano Borgia, der ihm 1785 einen Posten als Aufseher im Päpstlichen Münzkabinett verschaffte. Er trat zur katholischen Kirche über und heiratete Maria Pietruccioli († 5. Januar 1807), die Tochter eines römischen Malers, mit der er elf Kinder hatte, von denen allerdings nur drei das Kindesalter überlebten.
Georg Zoëga wurde korrespondierendes Mitglied der Gesellschaft der schönen Wissenschaften in Kopenhagen, was ihm zusätzliche Einnahmen neben dem päpstlichen Gehalt sicherte. 1787 erschien sein Werk Numi Aegyptii imperatorii, prostantes in Museo Borgiani Vellitis, danach widmete er sich dem Studium von Obelisken sowie den Basreliefs von Rom. 1797 erschien De origine et usu obeliscorum, 1808 der erste Teil von Li bassirelievi antichi di Roma, das postum (1811) ins Deutsche übersetzt wurde. 1798 wurde er Mitglied der Königlich Dänischen Akademie der Wissenschaften, 1806 auswärtiges Mitglied der Preußischen und 1808 der Bayerischen Akademie der Wissenschaften.
1802 ernannte ihn Friedrich Karl von Reventlow, der Kurator der Christian-Albrechts-Universität zu Kiel, zum Professor der Archäologie und zum Oberbibliothekar. Zoëga nahm die Berufung zwar aus familiären Gründen nicht an, das Gehalt entband ihn jedoch von seinen nach dem Vertrag von Tolentino drückenden finanziellen Sorgen. Zoëga vermittelte dafür dem Kopenhagener Münzkabinett mehrere Sammlungen.
Er starb am 10. Februar 1809 in Rom. Sein Freund, der dänische Bildhauer Bertel Thorvaldsen, schloss ihm die Augen.

## Leistungen
Neben Johann Joachim Winckelmann zählt Zoëga zu den Gründervätern der Klassischen Archäologie. Hans B. Jessen charakterisiert ihn als typisches Beispiel „nordländischen Sturm und Drangs, kühn genug sich gebender Präromantik“. Doch Zoëga entwickelte nicht nur Winckelmanns idealisierende Renaissance der antiken Kunstdenkmäler fort, er brachte auch unter dem Einfluss seines Lehrers Christian Gottlob Heyne neue Methoden in die Archäologie ein, die sein letzter Schüler und Biograf Friedrich Gottlieb Welcker aufnahm und weiterentwickelte. Aufgrund seiner Wirkmacht und seines düsteren Wesens wurde Zoëga auch der „Pythagoras des Nordens“ genannt.